# 代位繼承

## 代位繼承之沿革
唐戶令、應分條：「諸應分田宅財物者，兄弟均分...兄弟亡者，子承父分;兄弟俱亡，則諸子均分。」《大清民律草案》沿用此一代位承分制度，於第五編繼承法第八條第一項規定，繼承人若在繼承開始前死亡或喪失繼承之權利者，其直系血親卑親屬承其應繼之分為繼承人。主要在考慮習慣，為求子股間之公平而設，使被繼承人之孫子女，得以在被繼承人子輩無法繼承時，承襲其亡父之應繼承分，而保護該被代位人之繼承人，亦顧及其對被繼承人遺產的繼承期待利益。

## 代位繼承之要件
中華民國民法第1140條規定，第一千一百三十八條所定第一順序之繼承人(即指被繼承人之直系血親卑親屬)，有於繼承開始前死亡或喪失繼承權者，由其直系血親卑親屬代位繼承其應繼分。因此，要件如下
1. 一、代位繼承之事由，須為1.被代位人於繼承開始前死亡，或2.被代位人喪失繼承權[1]
2. 二、被代位人須曾是被繼承人之第一順位之繼承人，即直系血親卑親屬
3. 三、代位繼承人須為被代位人之直系血親卑親屬，父母或配偶，並無代位繼承權[2]
4. 四、代位繼承人須為被繼承人之直系血親卑親屬，故擬制血親也包含在內，但若出養予他人，則與本生父母之權利關係暫時停止，即不得繼承或代位繼承[3]

## 代位繼承之效力
故依民法第1140條之規定，代位繼承人可以據此而主張承襲被代位人之應繼分，直接承繼被繼承人之遺產，故順序可提前，但其所繼承之應繼分，須以被代位人之應繼分為範圍，若代位繼承人有數人時，則平均繼承該被代位人之應繼分。

## 附註
1. ↑  同法第1145條第一項規定：有左列各款情事之一者，喪失其繼承權：
一、故意致被繼承人或應繼承人於死或雖未致死因而受刑之宣告者。二、以詐欺或脅迫使被繼承人為關於繼承之遺囑，或使其撤回或變更之者。三、以詐欺或脅迫妨害被繼承人為關於繼承之遺囑，或妨害其撤回或變更之者。四、偽造、變造、隱匿或湮滅被繼承人關於繼承之遺囑者。五、對於被繼承人有重大之虐待或侮辱情事，經被繼承人表示其不得繼承者。
2. ↑  最高法院26年渝上字第608號判例
3. ↑  民法第1077條第二項，養子女與本生父母及其親屬間之權利義務，於收養關係存續中停止之。但夫妻之一方收養他方之子女時，他方與其子女之權利義務，不因收養而受影響。